# 進駐軍競馬
進駐軍競馬（しんちゅうぐんけいば）とは太平洋戦争終結後の1946年7月から12月にかけて、北海道においてアメリカ軍の指示によって開催された闇競馬である。「GI競馬」とも呼ばれた。

## 開始から終焉に至る経緯
1946年、北海道に駐留していたアメリカ軍第11空挺師団がアメリカ独立記念日を祝うための催しとして競馬を開催することを企画し北海道に対して競馬開催のための準備を進めるよう指示を出した。
北海道は北海道馬匹組合連合会を主催者に指定し日本競馬会やかつての馬主、競馬関係者に働きかけて競馬を行うための施設や競走馬、騎手、調教師を確保。同年7月4日、札幌競馬場において競馬が開催された。これが第1回の進駐軍競馬で以降同年12月にかけて岩見沢競馬場、室蘭競馬場、函館競馬場において計12回の競馬が開催された。
1946年11月20日に地方競馬法が制定されたことにより、同法に抵触する進駐軍競馬に終止符が打たれた。

## 進駐軍競馬の内容
- 主催者は第1回のみ北海道馬匹組合連合会。第2回以降は北海道レースクラブ。
- 騎手や調教師はかつて公認競馬・地方競馬の関係者のほか、進駐軍兵士が務めた。
- 競走馬として用いられたのはサラブレッド系種、アラブ系種、アングロノルマン系種、道産子およびその混血種。
- 行われた競走は平地競走、速歩競走、ばん馬競走。
- 馬券が発売され、開催開始当初の売り上げは好調であった。